# Vindrosor, moteld
Vindrosor, moteld är en diktsamling av Artur Lundkvist utgiven 1955.
Samlingen är en av Lundkvists mest politiska och innehåller även reseintryck från  Amerika, Kina, Japan och Island. Samlingen innehåller bland annat sviten Kinesiska tavlor.
Boken fick ett mindre positivt mottagande än den föregående diktsamlingen Liv som gräs (1954). Bengt Holmqvist hade flera invändningar och ansåg att Lundkvist ibland ser, eller vill se, för mycket, medan han i andra fall ser för litet. Han menade att det finns en motsättning mellan upplevelse och resonemang, som kan resultera i "flåsande, patetiska föreläsningar". Hans sammanfattande intryck var att Lundkvist "gestaltar en ödslighet som slagit emot honom under hans färder med vindarna och floderna. Upplevelse och resonemang skär inte varandra utan möts i en stor syn. När detta inträffar sluter sig obarmhärtigt Artur Lundkvists form; men den sluter sig kring mycket. Det är möjligt att vindrosornas och moteldens sinsemellan mycket olika svagheter är det pris som han just nu tvingas att betala för sina höjdpunkter." (BLM 1/1956). Carl-Eric Nordberg skrev med anknytning till dikterna i boken: "hur sakligt och illusionslöst Lundkvist informerat oss om världens ofta eländiga tillstånd hör han ändå i sista hand till de romantiska fjärrlängtarnas släkte."
I sin självbiografi Självporträtt av en drömmare med öppna ögon beskrev Lundkvist Vindrosor, moteld som "min dittills mest världsmedvetna diktsamling, vars egentliga betydelse föreföll mig gå den svenska kritiken förbi".